# 텍사스주
텍사스주(영어: State of Texas, 스페인어: Estado de Texas/Estado de Tejas)는 미국 남부에 있는 주이다. 면적은 알래스카주 다음으로 넓고, 인구(2천900만 명)는 캘리포니아주 다음으로 많다. 1836년 멕시코로부터 텍사스 공화국으로 독립하였다가, 1845년 12월 29일, 미국의 28번째 주가 되었다.
서북쪽으로 뉴멕시코주, 북쪽으로 오클라호마주, 동쪽으로 루이지애나주와 아칸소주와 접한다. 남쪽으로는 리오그란데강을 따라 멕시코와 국경을 이룬다.
텍사스는 멕시코 문화와 가장 많은 접합을 이루는 주의 하나로 텍스멕스라는 고유의 음식 문화가 있을 정도이다. '텍사스 사이즈'(Texas size)라는 말은 크다는 것을 강조할 때 자주 쓰이며, 넓고 평평한 지대 덕분에 미국에서 자가용 대형 트럭이 가장 많이 눈에 띄는 곳이기도 하다.
텍사스의 주도(州都)는 오스틴이며, 오스틴을 중심으로 교육과 컴퓨터 전문 산업이 많이 발달해 있다.

## 역사

### 원주민의 시대
첫 유럽인들이 도착하였을 때 대략 30,000명의 아메리카 원주민들이 지금의 텍사스에 살고 있었다. 이들 중 가장 큰 규모의 부족은 동부에 있는 카도 족 인디언들이었으며 이들을 포함한 대부분의 텍사스주 원주민들은 농업에 종사했다고 알려져 있다. 내코그도체스 족, 나소니 족과 네체 족을 포함한 어떤 카도 족들은 하시나이 동맹을 형성하였다. 아코키사 족, 아타카파 족, 카란카와 족과 다른 작은 종족들은 해안에 걸쳐 살았다. 호전적인 성향의 리판 아파치 족은 서부의 에드워즈 고원에 살았으며, 코만치 족과 톤카와 족은 롤링 평야와 프레리 평야를 터전삼아 살고 있었다.

### 스페인의 탐험
스페인의 모험가들은 1500년대 초반에 텍사스를 탐험하기 시작하였다. 1519년 자메이카의 스페인 총독은 플로리다부터 멕시코까지 걸프 해안을 탐험하는 데 알론소 알바레스 데 피네다(스페인어: Alonso Álvarez de Pineda)를 보냈다. 피네다는 해안선의 지도를 그렸다. 대부분의 역사가들은 그와 그의 부하들이 텍사스에 도착한 첫 유럽인이었다고 믿었다. 1528년 미국의 남부 탐험을 계획한 스페인 원정대의 일원들은 텍사스 해안에 도달하였다. 8년 동안 그들은 점점 서부로 향하였다. 결국 그들은 태평양 해안 근처의 멕시코에 있는 스페인 정착지에 도달하였다. 거대하고 부유한 도시들의 이야기에 이끌려 사람들이 멕시코시티로 몰려들었다.
스페인인들은 시볼라의 일곱 도시들로 불렸던 이 황금의 도시들을 찾기 위해 많은 원정대들을 보냈다. 1540년 프란시스코 바스케스 데 코로나도는 멕시코 북부로부터 이동하였다. 그는 1541년 텍사스를 통하여 지나갔다. 그러나 코로나도는 평야 인디언들의 잔딧집 마을들과 푸에블로 인디언들의 어도비 오두막들을 발견하는데 그쳤다. 1542년, 원래 에르난도 데 소토가 이끈 탐험대의 일부는 자신들의 지도자가 사망한 후에 텍사스의 북동부로 들어갔다. 그들은 오늘날 텍사캐나의 근처에 도달하였다. 스페인은 이 원정과 다른 원정들에서 텍사스에 대한 권리를 주장하였는데 이는 스페인의 수도사들이 후에 지은 선교사 양성소들에 기초를 두었다. 프란시스코 선교사들은 1682년 텍사스에 첫번째로 2개의 양성소들을 지었다. 이 양성소들은 오늘날 엘파소의 대지 근처에 위치하였다.

### 프랑스의 탐험
프랑스의 텍사스 탐험은 1685년에 시작되었다. 그해에 르네-로베르 카블리에 드 라 살이 매터고더 만에 상륙하였다. 그는 미시시피강의 입구에서 식민지를 설립하려고 하였다. 멕시코만의 폭풍이 그를 텍사스로 몰아냈을 것이다. 라 살은 내륙의 식민지 세인트루이스 요새를 설립하고 금과 은을 찾아 서부로 원정하였다. 1687년 라 살의 부하 한 명이 싸움에서 그를 살해하였다. 질병과 인디언들과의 전쟁으로 나머지 사람들도 죽고 세인트루이스 요새는 인디언들이 파괴했다.
텍사스에서 라 살의 탐험은 스페인인들을 놀라게 하였다. 1689년 알론소 데 레온(Alonso de León)이 이끄는 원정대는 멕시코로부터 출발, 세인트루이스 요새를 발견하였다. 단체는 요새의 폐허들을 찾고나서 네체스 강만큼 멀리 동부로 여행하였다. 1690년 데 레온의 원정대와 함께 한 프란시스코 수도사는 텍사스의 동부에서 첫 양성소 산프란시스코 데 로스 테하스를 설립하였다. 그 양성소는 오늘날 웨치스의 공동체 근처에 있었다.

### 선교의 기간

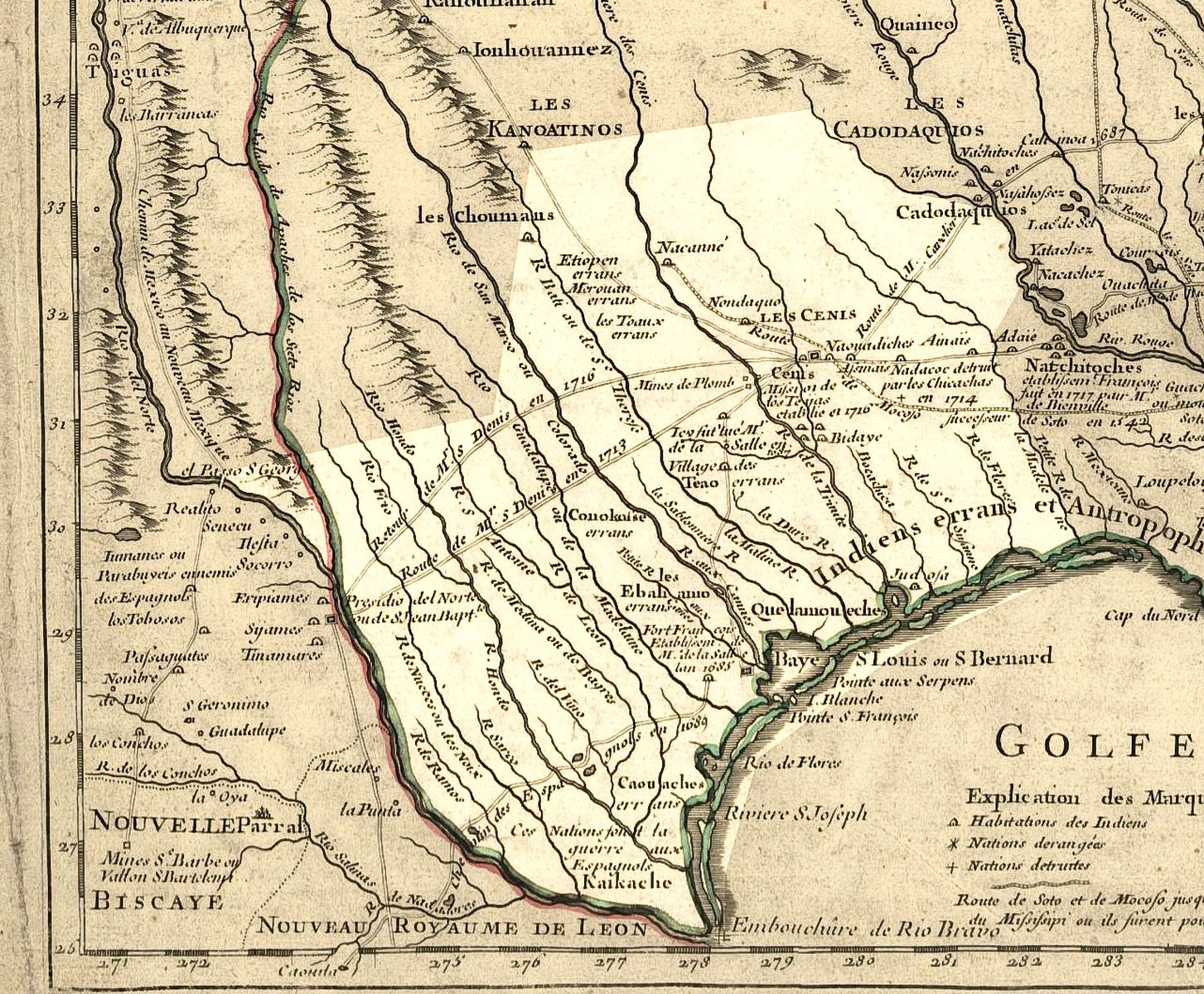
1718년의 텍사스 지도

1731년에 들어서 스페인은 현재 텍사스로 90명 이상의 원정대들을 보냈다. 스페인도 텍사스의 중부, 동부와 남서부를 통하여 양성소들을 설립하였다. 스페인인들은 자신들을 인디언들로부터 보호하는 데 어떤 양성소들 근처에 요새들을 지었다. 1718년 그들은 후에 산안토니오 데 발레로의 양성소를 지키려고 산안토니오 데 벡사르라고 불리는 요새를 지었다. 다른 양성소들이 있던 오늘날 샌안토니오의 지대에 선 후에 앨러모로 불린 양성소와 요새도 지어졌다. 1772년 샌안토니오는 텍사스에서 스페인 정부의 소재지가 되었다. 텍사스의 스페인 식민지화는 천천히 진행되었다. 선교사들의 노력의 100년 이상 후인 1793년에 지방은 대략 7,000명의 백인 정착자들만이 있었다.
토머스 제퍼슨 대통령은 1803년 프랑스로부터 루이지애나 준주를 매입하였다. 미국은 그러고 나서 초기의 프랑스의 주장들에 근거를 둔 리오그란데강 만큼 남부의 모든 준주를 주장하였다. 1819년 조약은 새빈과 레드 강들에서 루이지애나 준주의 남서부 경계선들을 고쳤다.
멕시코가 1821년 스페인으로부터 이탈하자 텍사스는 멕시코 신제국의 일부가 되었다. 멕시코는 1824년에 공화국이 되었다.

### 미국인의 정착

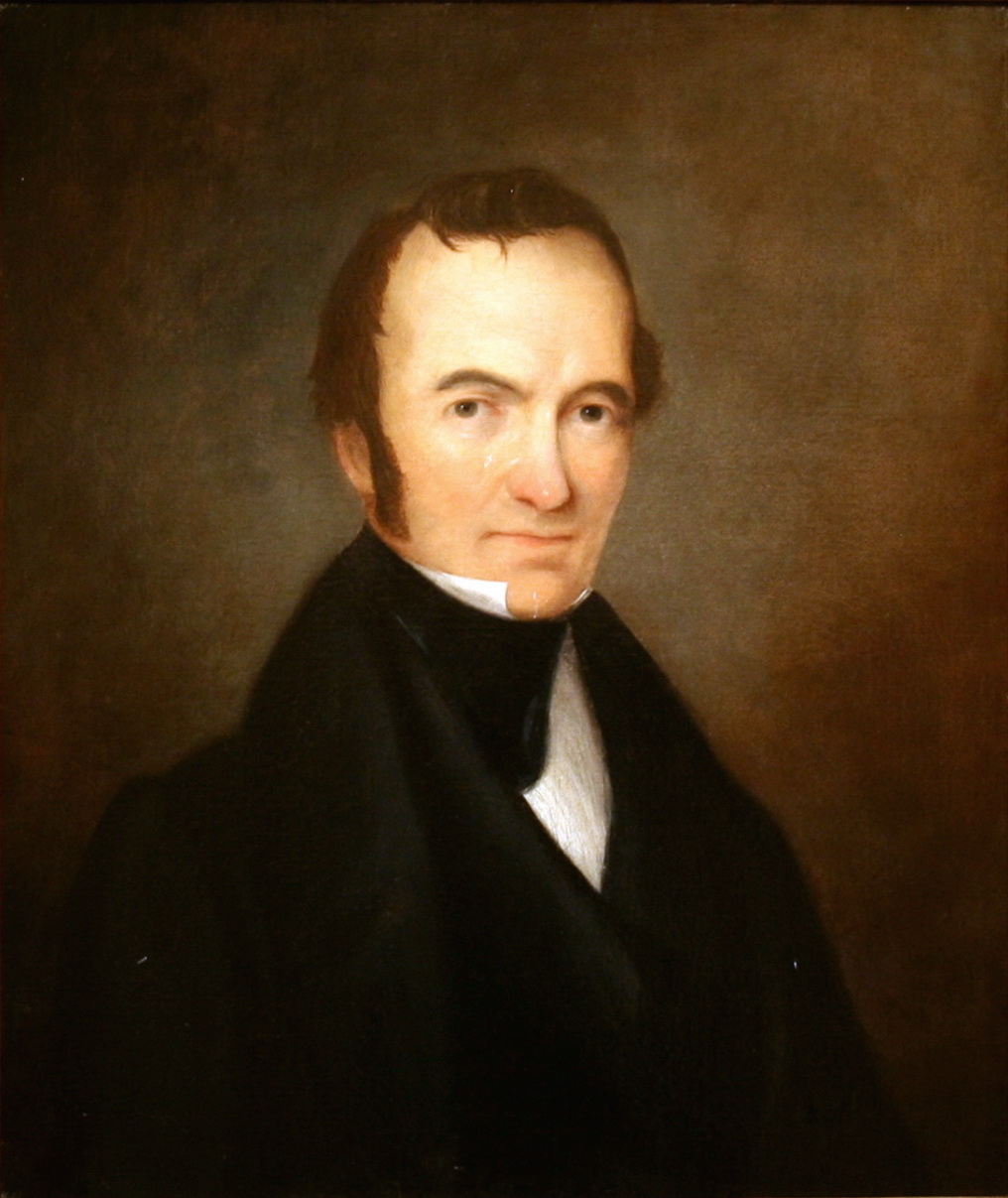
텍사스의 아버지 스티븐 오스틴

1820년, 미주리의 은행원 모지스 오스틴은 스페인의 공무원들에게 자신이 텍사스에서 미국의 식민지를 설립하도록 청원하였다. 스페인 정부는 그의 요청을 승인하였으나 오스틴은 식민지를 결성하기 전에 사망하였다. 그의 아들 스티븐 오스틴이 계획을 실행하고 텍사스에 300세대를 이주시켰다. 1821년, 오스틴이 설립한 단체는 워싱턴 온 더 브래조스와 텍사스 남동부에 있는 콜럼버스에 첫 정착지를 만들었다. 오스틴은 이후에 도착하여, 1822년, 정식으로 식민지를 설립하였으며, 재빠르게 번창하였다. 1823년, 오스틴은 오늘날 트래비스 카운티에 식민지의 정부 소재지로서 산펠리페 데 오스틴을 배치하였다. 멕시코는 오스틴에게 새로운 대지의 조성을 승인하였고 그는 자신의 식민지의 경계를 늘렸다.
다른 미국인들은 또한 식민지를 건설하는 데 멕시코로부터 승인을 받았다. 이 식민주의자들은 1820년대 텍사스에서 많은 식민지들을 개척하였다. 1821년부터 1836년까지 정착자들의 수가 25,000명 내지 30,000명으로 늘어났다. 그 대부분이 미국인들이었다.
미국으로부터 정착자들의 수의 증가로 멕시코의 공무원들은 놀라게 되었다. 1830년, 그들은 텍사스로의 미국인들의 이민을 정지시켰다. 그러고나서 미국인 정착자들과 멕시코의 공무원들 사이의 관계는 최악이 되었다. 1834년 멕시코의 군인이자 정치가 안토니오 로페스 데 산타 안나 장군은 멕시코의 합법적 정부를 몰아내고 독재자가 되었다. 다음 해에 텍사스에서 미국인 식민주의자들은 멕시코에 대항하여 반란을 일으켰다.

### 텍사스 혁명

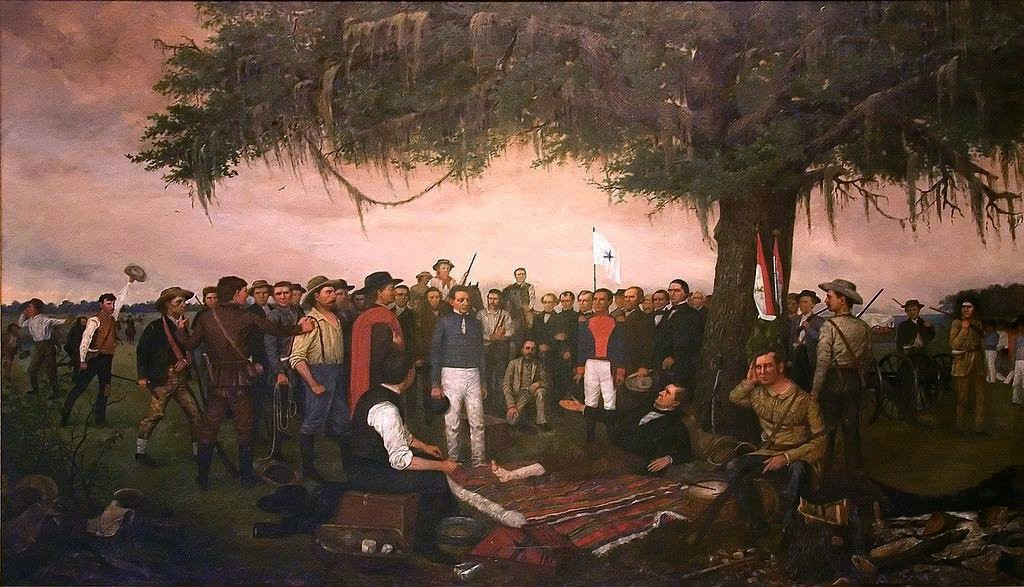
샌재신토 전투에서 안토니오 로페스 데 산타 안나 장군의 항복

멕시코군들과의 전투 후에 텍사스의 지도자들은 1835년 11월 3일 산펠리페 데 오스틴에서 만났다. 그들은 임시 정부를 결성하였다. 벤저민 밀럼이 이끄는 텍사스군이 샌안토니오를 공격하였다. 멕시코군은 12월 11일 항복하였다. 샌안토니오의 몰락은 산타 안나 장군을 놀라게 하였다. 그는 군인들을 모집하여 샌안토니오로 행군하였다. 텍사스의 군인들은 앨러모의 장벽들 뒤로 철수하였다. 산타 안나의 군단은 1836년 2월 23일부터 3월 6일까지 앨러모를 공격하였다. 어떤 역사가들은 제임스 부이, 데이비 크로켓과 윌리엄 B. 트래비스를 포함한 모든 군인들이 전투에서 사망하였다고 믿는다. 다른 역사가들은 크로켓을 포함한 일부 남자들이 전투에서 살아남았으나 멕시코군에 의하여 처형되었다고 믿는다. 텍사스의 지도자들은 3월 2일 워싱턴 온 더 브래조스에서 만났다. 그들은 멕시코로부터의 독립을 선언을 선언하고 데이비드 G. 버넷을 임시 대통령으로, 샘 휴스턴을 육군의 사령관으로 선출하였다.
앨러모의 함락 후에 산타 안나는 혁명을 위해 신속히 움직였다. 그는 텍사스군 포로들이 3월 27일 항복한 후에 걸라이어드에서 330명 이상을 총살하도록 명령을 내렸다. 그러나 텍사스인들은 "앨러모를 기억하라"와 "걸라이어드를 기억하라"의 구호들에 자극을 받아 지속적으로 싸웠다. 4월 장기적 후퇴 이후 샘 휴스턴의 소규모 육군이 산타 안나의 군단들 근처에 진을 쳤다. 4월 21일 텍사스인들은 샌재신토 전투에서 산타 안나를 사로잡고 그의 군대를 막았다. 승리는 전쟁을 끝내고 텍사스의 독립을 가져왔다.

### 텍사스 공화국

텍사스 공화국

텍사스 공화국은 심각한 문제들에 직면하였다. 국가에는 돈이 없었고, 급습하는 인디언들과 멕시코인들이 주민들을 위협하였다. 새 공화국의 첫 국가적 선거에서 텍사스인들은 샘 휴스턴을 대통령으로 선택하였다. 그들은 또한 미합중국에 편입하기 위한 투표를 하였다. 그러나 유럽의 거대한 권력들, 특히 프랑스와 영국이 텍사스를 독립적으로 유지하기를 원하였다. 그들은 미국이 남서부 지역의 통치권을 얻는 것을 두려워하였다. 남부는 텍사스를 합중국에 편입시키고자 노력하였다. 그러나 북부는 텍사스가 노예제를 허가하였기 때문에 반대하였다.
텍사스가 독립적 공화국이었을 때 10년 가까운 세월 동안에 그 인구는 재빠르게 증가하였다. 주민들의 대부분은 생활을 위하여 농사를 지었다. 1839년 텍사스 주민들은 많은 주들이 채택한 첫 농가 면제 법령을 통과시켰다. 이 법률은 부채로부터 농장들을 보호하였다.

### 주 지위와 초기의 향상
1844년 미국 상원은 미국에 텍사스를 병합하는 조약을 거부했다. 조약은 상원 투표에서 3분의 2의 찬성을 얻는데 실패하였다. 그러나 텍사스는 결국 1845년 12월 29일 합중국에 가입하였다. 상원과 하원 양쪽의 합의에 의하여 28번째 주가 되었다. 결의의 통과는 상하원의원들이 출석한 가운데 다수결로 결정되었다. 연방 정부는 다른 나라들과의 경계에 대한 모든 논쟁들을 가라앉히려 하였다.
텍사스가 합중국에 가입한 후, 멕시코는 미국과 외교 관계를 끝냈다. 텍사스와 멕시코 사이의 경계에 대한 논쟁들이 대두되었다. 1846년, 미국과 멕시코 사이에 멕시코 전쟁이 시작되었다. 1848년 멕시코는 항복했고 과달루페 이달고 조약에서 1,500만 달러에 대한 대가로 텍사스와 다른 남서부의 대지들에 대한 모든 권리를 포기하였다.
텍사스는 멕시코가 미국에 넘긴 남서부 지방의 거의 대부분에 대한 권리를 주장하였다. 1850년 연방 정부는 1천만 달러의 예산을 주 정부에 투입하는데 동의하였다. 텍사스는 이 돈의 일부를 공동의 채무를 위해 썼다. 정착자들은 지속적으로 주에 모여들었다. 1850년대에는 텍사스는 89개의 새로운 카운티들을 구성하였다. 텍사스 북동부와 웨이코의 동부 지방, 포트워스는 가장 많은 정착자들을 끌어들였다.

### 남북 전쟁과 재건

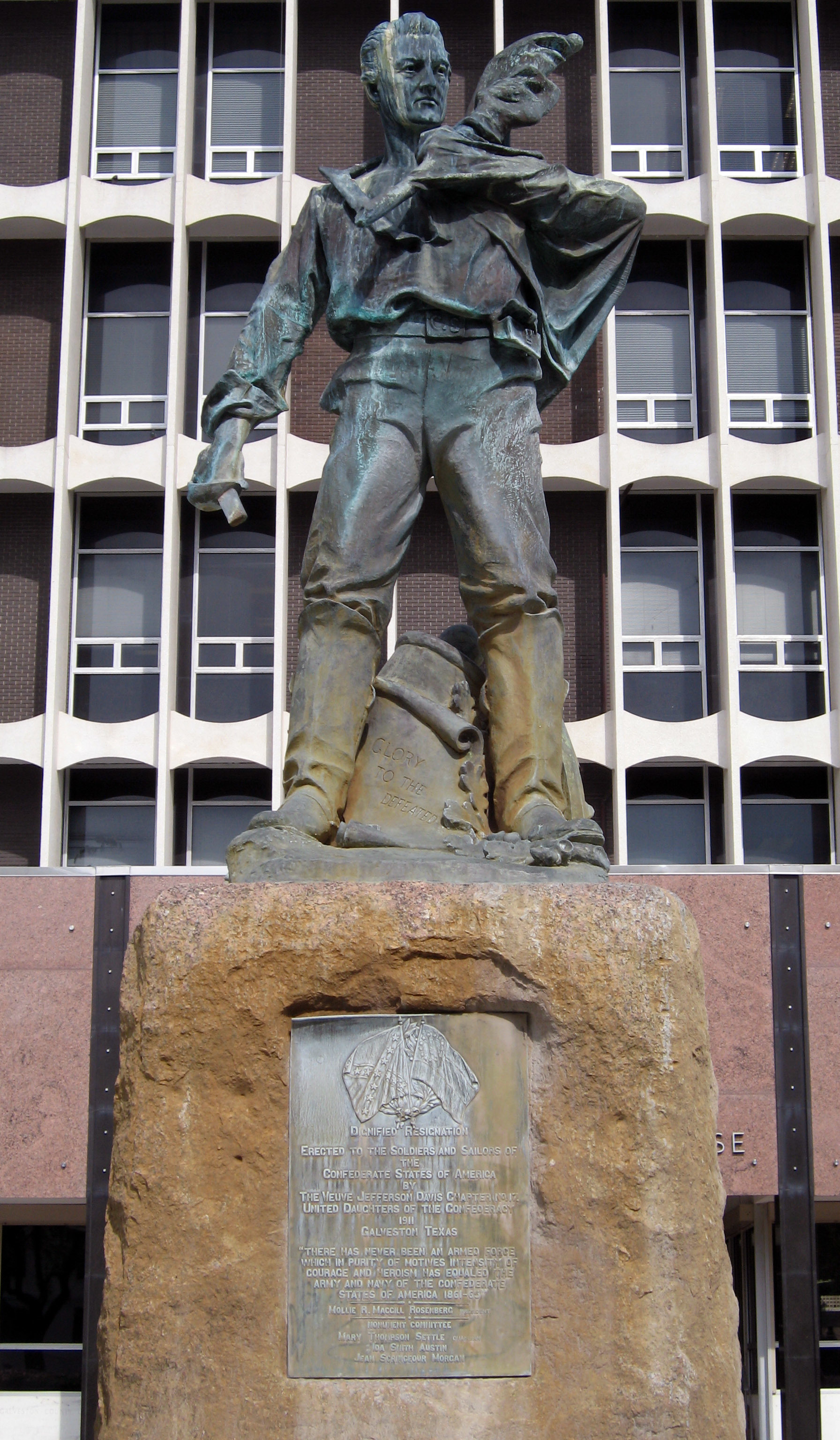
갤버스턴의 남북 전쟁 기념비

텍사스주는 1861년 2월, 합중국에서 탈퇴하였다. 주지사 샘 휴스턴은 남부연합의 헌법을 찬성하는 선서하기를 거부하였다. 결과적으로 그는 주지사의 직에서 물러났다. 3월에 텍사스주는 아메리카맹방에 가입하였다. 남북 전쟁이 일어나는 동안에 50,000명 이상의 텍사스 주민들이 남군을 위하여 싸웠다. 텍사스주는 또한 거대한 양의 물자를 남군에 주기도 하였다. 북군의 해군이 텍사스 해안을 봉쇄하고 짧은 시간에 갤버스턴을 점령하였다. 남북 전쟁의 마지막 전투는 1865년 5월 13일 리오그란데 강 입구 근처의 팰미토 랜치에서 벌어졌다. 군인들은 4월 9일에 전쟁이 끝났다는 것을 듣지 못했다.
전쟁이 끝난 후, 급진파로 불리고 북부에 동정심을 가진 사람들이 텍사스주 정치에서 권력을 얻었다. 인종적 폭력이 일어나고 쿠 클럭스 클랜이 권력을 가지면서 무법자들이 지배하였다. 재건의 시기 동안에 텍사스주는 군사 정부, 임명된 주지사와 급진파에 의하여 선출된 3명의 주지사들에 의하여 통치되었다. 1870년 3월 30일, 의회는 텍사스주를 합중국으로 재허가하였다. 텍사스주의 재건은 1874년 민주당원 리처드 코크가 주지사가 되었을 때에 완료되었다.

### 국경 지방 정복
1866년 내코그도체스에서 처음으로 텍사스의 석유가 발견되었다. 1860년대의 중반에 텍사스 주민들은 산길을 따라 캔자스와 미주리에서 철도의 중심지들로 소들을 몰았다. 이 산길들은 1870년대와 1880년대 동안에 지속되었다. 인디언들의 급슥들이 주의 서부의 정착지를 느리게 하였다. 종족들은 1880년에 들어서 억제되었고, 소의 방목자들은 팬핸들과 서부의 평야들을 영유하기 시작하였다. 철도들은 1880년대에 텍사스주를 가로질러 소의 길들과 정착지의 원조를 끝냈다. 개척자들은 서부의 철도들을 따라가 주의 서부 지방들에 농사를 시작하였다. 1835년에 결성된 텍사스 레인저들은 샘 베이스 같은 산적들로부터 멀리 서부의 정착자들을 보호하는 도움을 주었다. 1890년대 동안에 주의 입법부는 철도들과 다른 큰 주식회사들에 의한 어떤 가격과 교역 공격을 방지하는 다양한 비즈니스 개혁 법률들을 통과하였다.

### 1900년대 초반

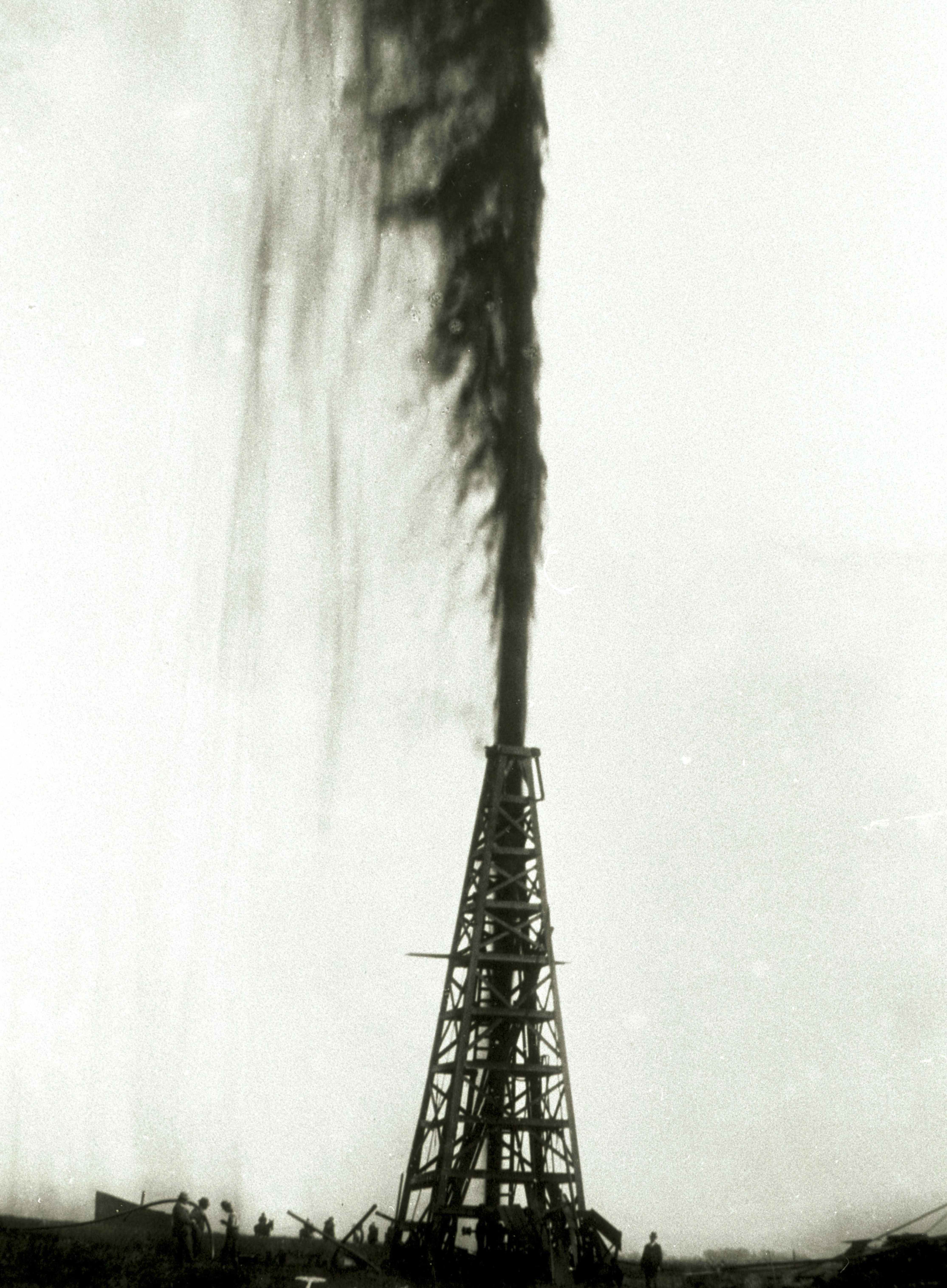
첫 주요 석유의 분유정 스핀들탑 유전

1900년과 1920년 사이에 텍사스주는 그 철도의 마일 수를 늘기고 도로의 시스템을 지었다. 주는 또한 가축의 사육을 위하여 이전에 사용된 대지에 관개와 농사를 발달시켰다. 1900년 허리케인이 갤버스턴에 타격을 주어 대략 6,000명이 사망하는 결과를 가져올 때에 텍사스주에 주요 재앙이 일어났다.
뷰몬트 근처의 스핀들탑 유전의 발견과 함께 텍사스주의 위대한 석유와 가스 산업들이 1901년에 시작되었다. 큰 비율의 생산이 스핀들탑 유전의 개장과 함께 시작되었다. 몇년 동안에 스핀들탑과 다른 걸프 해안의 유전들은 텍사스주 석유 산업의 중심지를 형성하였다. 후에 큰 유전들이 팬핸들, 피코스 유역과 주의 동부, 북부와 남부에서 개장되었다. 채굴자들은 자신들이 킬고어 근처에 있는 유명한 동부 텍사스 유전을 찾았을 때 1930년 주의 거대한 석유 발견을 만들었다. 미네랄 자원들을 개발하는 데 텍사스 주민들은 위대한 정제소들과 다른 제조업 지대들을 지었다. 그들은 석유와 다른 제품들을 배로 실어나르는 도움을 주는 데 해안의 항구들을 깊게 하였다. 제조품들의 해마다 가치는 1900년과 1910년 사이에 2배 이상이나 올랐다.
1900년과 1920년 사이에 많은 텍사스 주민들이 도시의 근로자가 되어 도시들과 타운들의 수가 2배나 되었다. 1920년에 들어서 텍사스주의 3분의 1이 도시들에 살았다. 1917년 미국이 제1차 세계 대전에 참전한 후, 연방 정부는 텍사스주에 많은 군사 훈련소들을 세웠다.
1920년대에 팻 M. 네프 주지사는 교육과 교도소들을 향상시켰다. 그는 또한 주의 공원 시스템을 위하여 추진을 이끌기도 하였다. 1925년 텍사스주는 와이오밍주에 이어 여성 주지사를 배출한 2번째 주가 되었다. 그녀는 미리암 A. 퍼거슨이었다. 그녀의 남편 제임스 E. 퍼거슨은 이전에 주지사를 지냈다.
1920년대와 1930년대에 위대한 고속도로 건설이 텍사스주에서 일어났다. 새로운 입법부는 1930년대의 대공황과 가뭄에 의하여 일어난 어려움에서 벗어나도록 도움을 주었다. 새 입법부는 노인의 연금과 특별 구조 프로그램의 설립을 포함하였다. 1936년 댈러스에서 열린 텍사스 100년제 박람회가 서반구의 나라들 사이에 무역을 장려하였다.

### 1900년대 중반
제2차 세계 대전이 일어나는 동안에 100만 명 이상의 군인들이 텍사스주에서 훈련을 하였다. 킹스턴에서 태어난 오디 머피 중위는 전쟁의 가장 많은 훈장을 받은 미국 군인이었다.

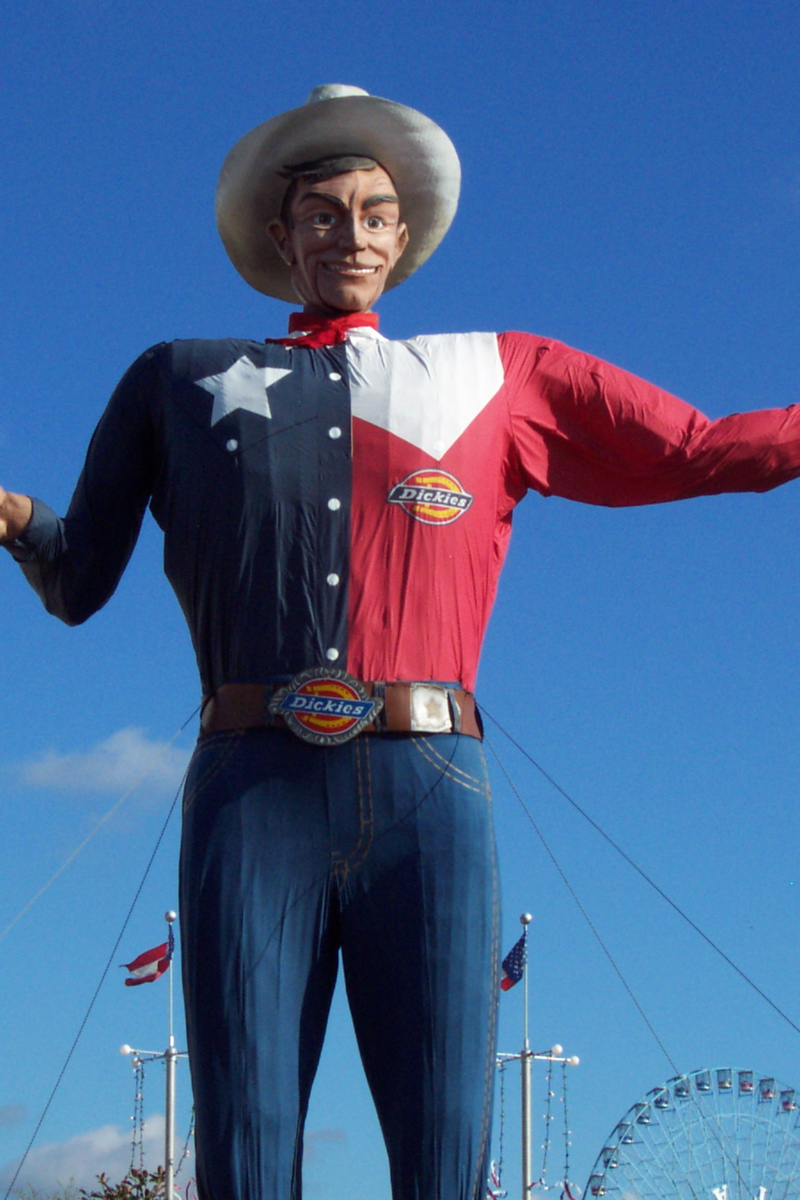
빅텍스 (텍사스 주 박람회)

전쟁이 끝난 후, 제조업은 텍사스주에서 재빠르게 확장되었다. 항공 우주 산업, 화학품과 전자 산업들이 주에 많은 시설들을 지었다. 수 천 명의 텍사스 주민들이 새로운 공장들에서 직업들을 찾으려 시골 지역들에서 도시들로 이주하였고, 주는 시골, 농장 경제에서 도시, 산업 경제로 방향을 바꾸었다.
1947년 4월 16일, 화학물을 실은 프랑스의 배가 텍사스 시티에 있는 항구에서 터지면서 거대한 재앙을 겪었다. 배의 폭발은 대략 500명의 사람들을 죽였다.
1950년, 미국 대법원은 1845년 석유가 풍부한 간석지들이 합중국에 들어왔을 때 텍사스주가 그들의 소유권을 잃었다는 판결을 내렸다. 판결은 미국 정부가 조수의 바로 밑에 석유를 소유하였다는 의미였다. 그러나 1953년 미국 정부는 간석지들의 소유권을 텍사스주에 반환하였다.
많은 다른 주들처럼 텍사스주는 1950년대와 1960년대에 인종 문제들을 직면하였다. 주는 흑인과 백인들을 위한 갈라진 공동 학교들을 유지하였다. 1954년 미국 대법원은 공동 학교에서 의무적 분리가 비헌법적이라고 지배하였다. 1960년대 후반에 들어서 텍사스주에서 대부분의 공동 학교 구역들이 인종 차별을 폐지하였다.
1960년대 동안에 텍사스주는 미국 우주 프로그램에서 주요한 역할을 하였다. 1962년 미국 항공 우주국이 휴스턴 근처에 유인 우주선 센터를 건설하기 시작하였다. 센터는 1964년 미국 조종 우주선 프로그램의 본부가 되었다. 1969년, 센터의 과학자들과 공학자들은 우주 비행사들을 달에 처음으로 착륙시킨 아폴로 11호를 지휘하였다.
텍사스주는 또한 1900년대 중반에 국가의 정치적 중요성을 얻기도 하였다. 텍사스주의 샘 레이번은 국가에서 가장 영향적 지도자들 중의 하나가 되었다. 그는 1940년과 1961년 사이에 거의 17년 동안 미국 하원의 연설자였다. 1963년 텍사스주의 린든 B. 존슨은 남북 전쟁 이래 남부인 처음으로서 미국 대통령이 되었다. 11월 22일 댈러스에서 존 F. 케네디 대통령이 암살된 후에 대통령이 된 존슨 부통령은 러브필드에서 대통령 비행기를 타면서 36대 대통령으로 취임하였다.

### 1900년대 후반
맨드 우주선 센터는 1973년 존슨 우주 센터로 이름을 다시 지었다. 그 센터는 텍사스주의 남동부를 우주 연구를 위한 주요 중심지로 만들었다. 센터에서는 미국 항공 우주국 외에 일부 주식회사들이 거기에 우주 장비를 꾸미고 시험을 한다. 대학교들은 우주 의학과 다른 분야들에서 연구를 경영한다. 1977년 휴스턴은 우주 센터 다음의 지역을 병합하였다.
텍사스주는 지속적으로 산업의 확장과 도시의 번창이 이루어졌다. 이제 더 많은 텍사스의 주민들이 농사보다 광업과 결합된 제조업에 일하고 있다. 텍사스 주민의 대략 5분의 4가 도시 지역들에 산다.
1980년대 중반에 주의 경제는 석유와 천연가스의 가격에서 날카로운 쇠퇴에 의하여 깊게 타격을 입었다. 이 쇠퇴는 주로 새로운 타입의 산업을 끌어들이고 새로운 세원을 찾을 필요성을 강조하였다. 1986년 입법자들은 주의 판매세를 올리고 보건, 보장과 더 높은 교육을 위한 예산들을 줄이는 데 동의하였다. 1980년대와 1990년대로 들어서 경제적 향상들은 회복으로 이끌었다.

### 21세기
2000년 텍사스주지사 조지 W. 부시가 43대 대통령으로 선출되었다. 부시는 대통령에 선출된 후 주지사 직을 사임하였고, 부지사 릭 페리가 주의 새 지사가 되었다.
2008년 6월 텍사스주지사의 대저택에서 일어난 화재가 1850년대 동안에 지어진 역사적 오스틴의 건물에 손상을 입혔다. 공무원들이 화재에 의심은 고의적으로 세워졌다. 건물은 수리하는 동안에 비어왔다.
그해에 텍사스 해안과 휴스턴 남부의 주민들은 허리케인 아이크를 탈출해 철수하도록 명령이 내려졌다. 허리케인은 홍수와 수조 달러의 재산 피해를 일으켰다. 2009년 텍사스 공무원들은 2007년 후반에 시작된 가뭄이 텍사스의 90년 이상 중에 최악이었다고 말하였다. 대부분 주의 중부와 남부에서 생기는 가뭄은 특히 소의 방목자들에게 타격을 주었다.
2025년 7월 텍사스 중부 대규모 홍수가 발생하였다.

## 경제

### 서비스업

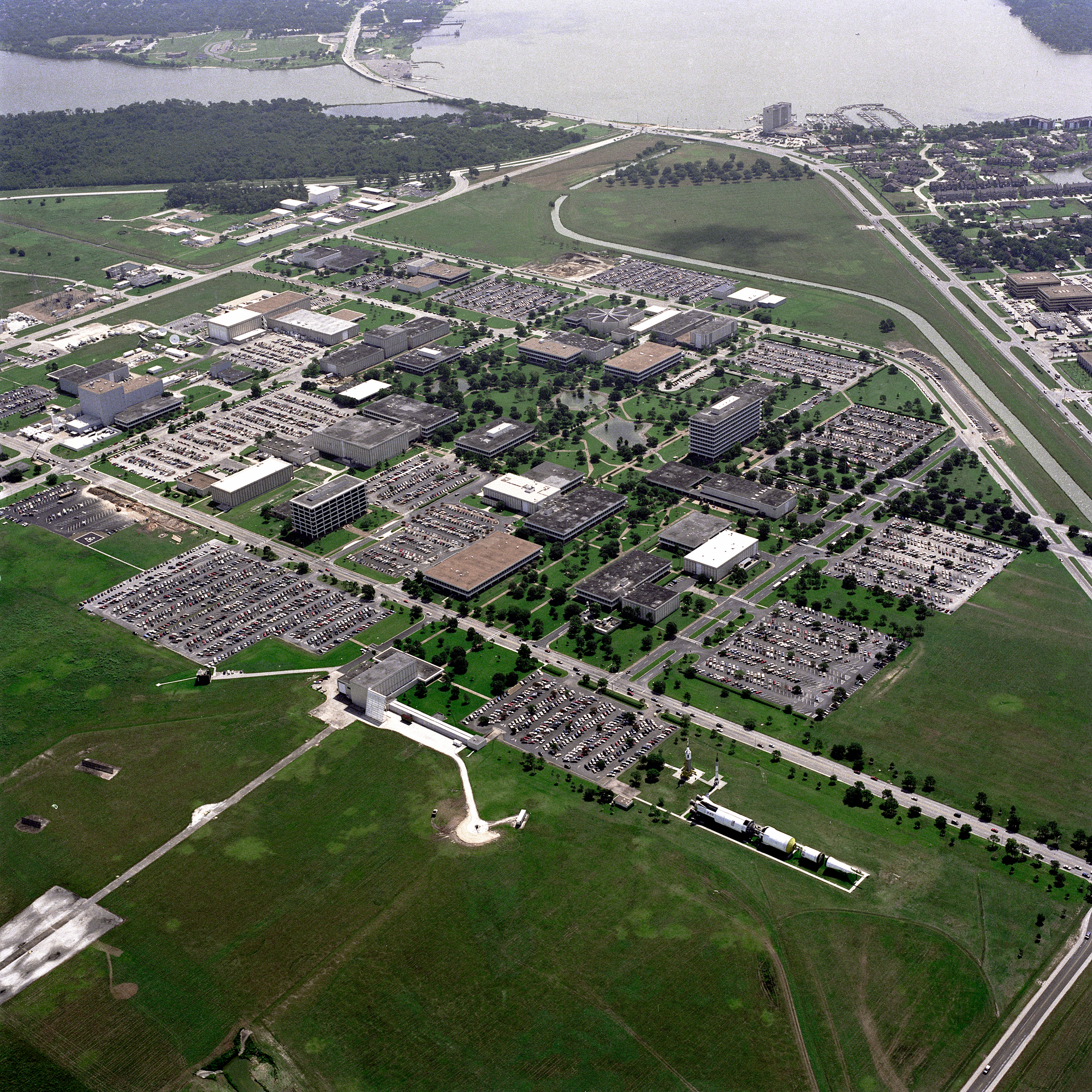
존슨 우주 센터

서비스업은 텍사스주의 고용과 국내 총생산의 가장 큰 부문을 차지한다. 서비스업의 대부분은 메트로폴리탄 지역들, 특히 댈러스와 휴스턴 지역들에 집중되어 있다.
댈러스와 휴스턴은 주에서 주요 금융의 중심지들이다. 댈러스는 미국 의회에 의하여 설립된 12개의 연방 은행들 중의 하나인 일레븐스 연방 준비 은행의 본부이다. 도시는 또한 많은 보험 회사들의 본부들로서 지내는 편이다.
국가에서 가장 큰 많은 석유 도매업자들이 텍사스주에 본부들을 두었다. 댈러스-포트워스 지역은 상점들을 소유한 회사들 J.C. 페니, 세븐일레븐과 섀크를 포함한 일부 주요 소매상들의 본거지이다. 많은 호텔, 식당과 소매상들은 오스틴, 댈러스-포트워스, 휴스턴과 샌안토니오 지역들에서 운영된다.
샘 휴스턴 요새와 미국 공군 기지들은 샌안토니오 지역에 있다. 추가로 연방 정부는 휴스턴 지역에서 존슨 우주 센터를 운영한다. 주 정부 사무소들은 주도인 오스틴에 기지를 두었다.
석유와 가스 회사들에 봉사하는 공학 회사들은 텍사스주에 중요하다. 트럭 회사들은 교통 분야를 위한 소득의 대부분을 산출한다. 파이프라인들은 주의 석유와 천연가스의 거의를 운송한다. 많은 해운 회사들은 걸프 해안을 따라 운영된다. 아메리칸 항공, 콘티넨털 항공과 사우스웨스트 항공은 주에 본부를 두고 있다.

### 제조업
텍사스주는 주요한 제조업 주들 중의 하나이며, 캘리포니아주를 빼고 여러 주보다 더 많은 제조업 근로자들을 고용한다.
화학품들은 텍사스주의 주요한 제조품의 타입이며, 주는 화학품 제조업에서 미국을 이끌고 있다. 중요한 화학품들은 벤젠, 에틸렌, 비료, 프로필렌과 수지를 포함한다. 텍사스주의 화학 산업은 주로 걸프 해안에 따라 자리 잡은 도시들에서 운영된다.
컴퓨터와 전자 용품들도 또한 중요한 제조품이다. 전자 구성 요소들과 군사적 통신 시스템들의 주요 생산주인 댈러스에 기지를 둔 텍사스 도구 유한 책임 회사는 일부 텍사스주 도시들에 공장들을 두었다. 주요한 컴퓨터 제조자 델 유한 책임 회사는 오스틴 근처에 있는 라운드록에 기지를 두었다.
정육 제품들은 가장 중요한 식품 가공품이다. 정육 가공장들은 주로 주의 동부와 북부에서 운영된다. 제과류, 음료, 낙농제품과 과일과 채소의 통조림은 또한 주에게 중요하다. 댈러스-포트워스와 휴스턴 지역들은 많은 제과점들이 있다.
텍사스주는 석유 정제에서 주들 중에 1위이다. 석유 정제소의 수가 주에서 운영된다. 가장 큰 정제소들은 걸프 해안을 따라 베이타운, 뷰몬트, 코퍼스크리스티, 휴스턴, 포트아서, 텍사스시티와 다른 항구 도시들에 있다. 세계에서 가장 큰 석유 회사들 중의 하나인 엑손모빌 주식회사가 어빙에 본사를 두었다.
다른 제품들은 합성 금속 제품, 기계류와 교통 수단을 포함한다. 합성 금속 제품들은 주로 댈러스와 휴스턴 지역들에서 만들어진다. 오스틴, 델러스와 휴스턴 지역들은 냉장과 난방 용품, 석유와 가스 산업을 위한 기계류를 생산한다. 항공기와 그 부품, 자동차 부품과 트럭은 댈러스와 포트워스 지역들에서 제조된다.

### 광업

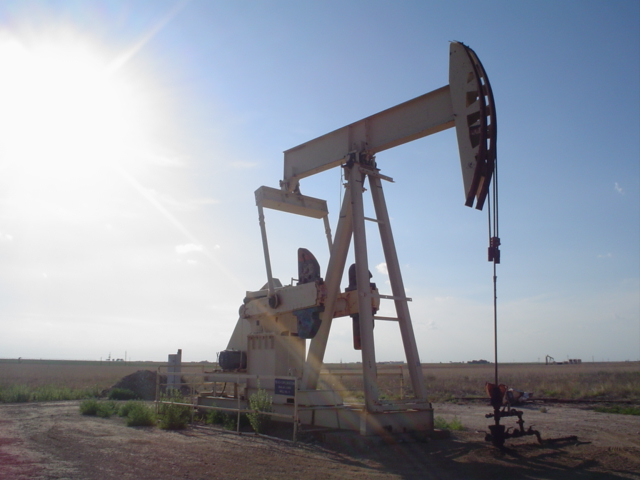
석유는 텍사스주의 가장 가치 있는 광물들 중의 하나이다.

텍사스주는 석유와 가스에 크게 부과되면서 광물의 가치에서 주들을 이끌고 있다. 미국에서 생산되는 석유의 대략 5분의 1이 텍사스주에서 왔다. 텍사스의 주요한 석유 생산 지역은 호클리 카운티로부터 주의 서부에 있는 피코스 카운티까지 달리는 벨트이다. 이 지역은 퍼미언 분지로 불리는 지하 지방의 위에 놓여있다. 퍼미언 분지는 석유와 가스의 거대한 매장량을 품는다.
텍사스주는 천연가스 생산에서 주들을 이끌고 있다. 미국에서 생산되는 천연가스의 4분의 1 이상이 텍사스주에서 왔다. 천연가스의 대부분은 댈러스 지역, 팬핸들과 주의 남부로부터 추출된다. 주의 어떤 가스는 석유 채굴의 부산물로서 획득된다.
텍사스주의 다른 광물들 중에 시멘트, 석탄, 깨진 돌, 석회, 소금과 모래와 자갈은 대부분의 소득을 마련한다. 텍사스주는 이 채굴물 생산의 전부에서 주요한 주들 중에 있다. 석회암 채석장들은 텍사스주의 시멘트, 깨진 돌과 석회의 대부분을 마련한다. 가장 큰 석회암의 채석장들은 주요 도시들 근처에 놓여있다. 텍사스주의 소금 생산의 대부분은 휴스턴 지역에서 생긴다. 모래와 자갈은 강바닥으로부터 준설되고 구덩이로부터 파진다.

### 농업
텍사스주는 다른 여러 주보다 더 많은 농장을 가지고 있다. 대목장과 농장들은 주의 대략 4분의 3을 덮고 있다. 관개된 농경지의 큰 지역들은 팬핸들과 리오그란데강 유역의 하류에 놓여있다.

#### 축산물

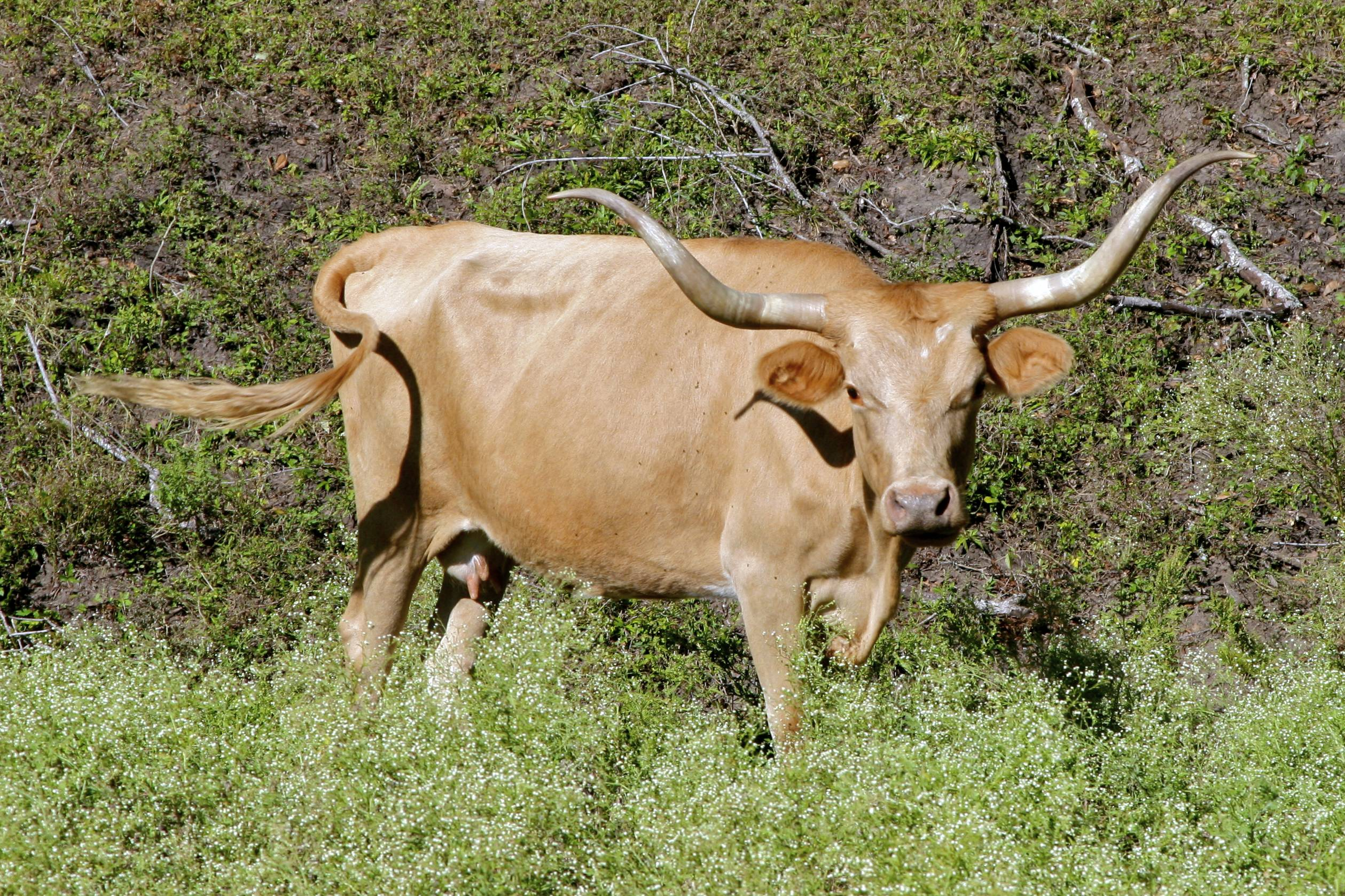
텍사스 롱혼

육우는 텍사스주 농장 소득의 가장 큰 근원이며, 총계의 절반 이상을 마련한다. 텍사스 겨울의 대부분은 매우 순하여 소들이 한해를 통하여 실외를 돌아다닐 수 있다. 결과로서 텍사스의 주민들은 북부의 농부들이 할 수 있는 것보다 더욱 싸게 소들을 사육할 수 있다. 텍사스주는 육우의 수에서 주들을 이끌고 있다. 주의 중부와 서부는 더 많은 소의 대목장들을 가지고 있다. 1800년대 후반 동안에 방목자들은 텍사스 롱혼이라 불리는 육우 품종의 큰 떼를 길렀다. 이 품종은 헤러포드 종과 애버딘앵거스 종같은 품종들에 의하여 차차 대체되었다. 오늘날 텍사스 롱혼은 주로 잡종의 목적을 위함과 저지방 쇠고기를 생산하는 데 이용된다.
주의 북서부는 주요한 낙농 지역이다. 동부 텍사스에는 많은 닭과 달걀을 생산하는 농장들이 있다. 텍사스주는 닭을 생산하는 데 주요한 주중 하나다. 팬핸들에는 텍사스주 돼지 농장들의 대부분을 가지고 있다. 텍사스주에는 여러 다른 주들보다 더 많은 양들이 있으며, 양털 생산에서 미국을 이끈다. 주 서중부의 에드워즈 고원은 국가에서 주요한 양의 사육 지역이다. 텍사스주는 앙고라 염소들로부터 모헤어의 생산에서 미국을 이끌고 있다.

#### 수확물
면화는 텍사스주의 주요한 수확물이며, 주는 여러 다른 주보다 더 많은 면화를 생산한다. 텍사스주의 면화는 해안의 평야와 대평원에서 최고로 번성한다. 관개된 면화는 리오그란데 강 유역에서 자란다. "텍사스주 농업의 아버지"로 불린 재러스 그로스와 다른 초기 정착자들은 상업적인 면화 재배를 소개하였다. 그들은 1820년대 초반 동안에 브래조스 강의 비옥한 유역에 면화를 심었다.
텍사스의 농부들은 또한 옥수수, 수수, 건초, 땅콩, 쌀과 밀을 재배한다. 옥수수는 주로 팬핸들과 대평원 지방에서 재배된다. 수수의 대부분은 팬핸들과 주의 남부에서 왔다. 텍사스주는 수수와 건초 재배를 위한 주요한 주이다. 팬핸들의 남서부에 있는 농부들은 땅콩을 재배한다. 텍사스주는 쌀의 큰 양을 재배하는 일부 주들 중의 하나이며, 쌀은 걸프 해안 동부를 따라서 재배된다. 북부 텍사스는 밀 농장들의 대부분을 가지고 있다.

#### 온실과 종묘품
온실과 종묘품들은 주의 도시 지역들에서 농업 소득의 주요한 근원이다. 텍사스주는 온실과 종묘품들에서 해마다 얻는 소득에서 1위인 주이다.

#### 과일, 채소와 견과
리오그란데 강 유역 하류는 과일과 채소들을 재배하는 데 미국의 주요한 지역들 중의 하나이다. 강 유역의 온도는 보통 겨울 동안에 따뜻하게 남아있어 수확물들이 한해에 재배될 수 있다. 그레이프프루트와 오렌지 같은 감귤류와 캔털루프와 감로멜론 같은 멜론의 생산은 특히 리오그란데 강 유역 하류에서 중요하다.
텍사스주는 견과의 생산에서 주요한 주들 중에 있다. 호두는 주에서 수확되는 가장 중요한 견과이다. 호두 나무들은 주의 대부분을 통하여 흐르는 강과 시냇물을 따라 자란다.

### 수산업
텍사스주는 굴과 새우의 생산에서 주요한 주들 중에 하나이다. 주에서 잡히는 수산물로는 우는 물고기, 블랙드럼, 게, 그루퍼와 붉은 도미가 있다. 텍사스는 또한 양식된 메기를 생산한다.

## 정치
텍사스주는 1980년 대선이후 모든 대선에서 공화당 후보를 지지한 대표적인 적색주이다. 그러나 최근 외부 인구 유입이 늘면서 점점 공화당 지지 성향이 약해지고 있다.

### 최근 주요 선거 결과

#### 대통령 선거
| 선거   | 민주당    | 민주당 | 공화당    | 공화당 |
| 선거   | 득표수    | 득표율 | 득표수    | 득표율 |
| ------ | --------- | ------ | --------- | ------ |
| 2000년 | 2,433,746 | 38.1%  | 3,799,639 | 59.3%  |
| 2004년 | 2,832,704 | 38.3%  | 4,526,917 | 61.1%  |
| 2008년 | 3,521,164 | 43.7%  | 4,467,748 | 55.5%  |
| 2012년 | 3,294,440 | 41.4%  | 4,555,799 | 57.2%  |
| 2016년 | 3,877,868 | 43.2%  | 4,685,047 | 52.2%  |
| 2020년 | 5,259,126 | 46.5%  | 5,890,347 | 52.1%  |

## 주민
| 인구조사                       | 인구       | Note | %±     |
| ------------------------------ | ---------- | ---- | ------ |
| 1850년                         | 212,592    |      | —      |
| 1860년                         | 604,215    |      | 184.2% |
| 1870년                         | 818,579    |      | 35.5%  |
| 1880년                         | 1,591,749  |      | 94.5%  |
| 1890년                         | 2,235,527  |      | 40.4%  |
| 1900년                         | 3,048,710  |      | 36.4%  |
| 1910년                         | 3,896,542  |      | 27.8%  |
| 1920년                         | 4,663,228  |      | 19.7%  |
| 1930년                         | 5,824,715  |      | 24.9%  |
| 1940년                         | 6,414,824  |      | 10.1%  |
| 1950년                         | 7,711,194  |      | 20.2%  |
| 1960년                         | 9,579,677  |      | 24.2%  |
| 1970년                         | 11,196,730 |      | 16.9%  |
| 1980년                         | 14,229,191 |      | 27.1%  |
| 1990년                         | 16,986,510 |      | 19.4%  |
| 2000년                         | 20,851,820 |      | 22.8%  |
| 2010년                         | 25,145,561 |      | 20.6%  |
| 2020 (추산)                    | 29,360,759 |      | 16.8%  |
| 1910—2010 census 2020 Estimate |            |      |        |

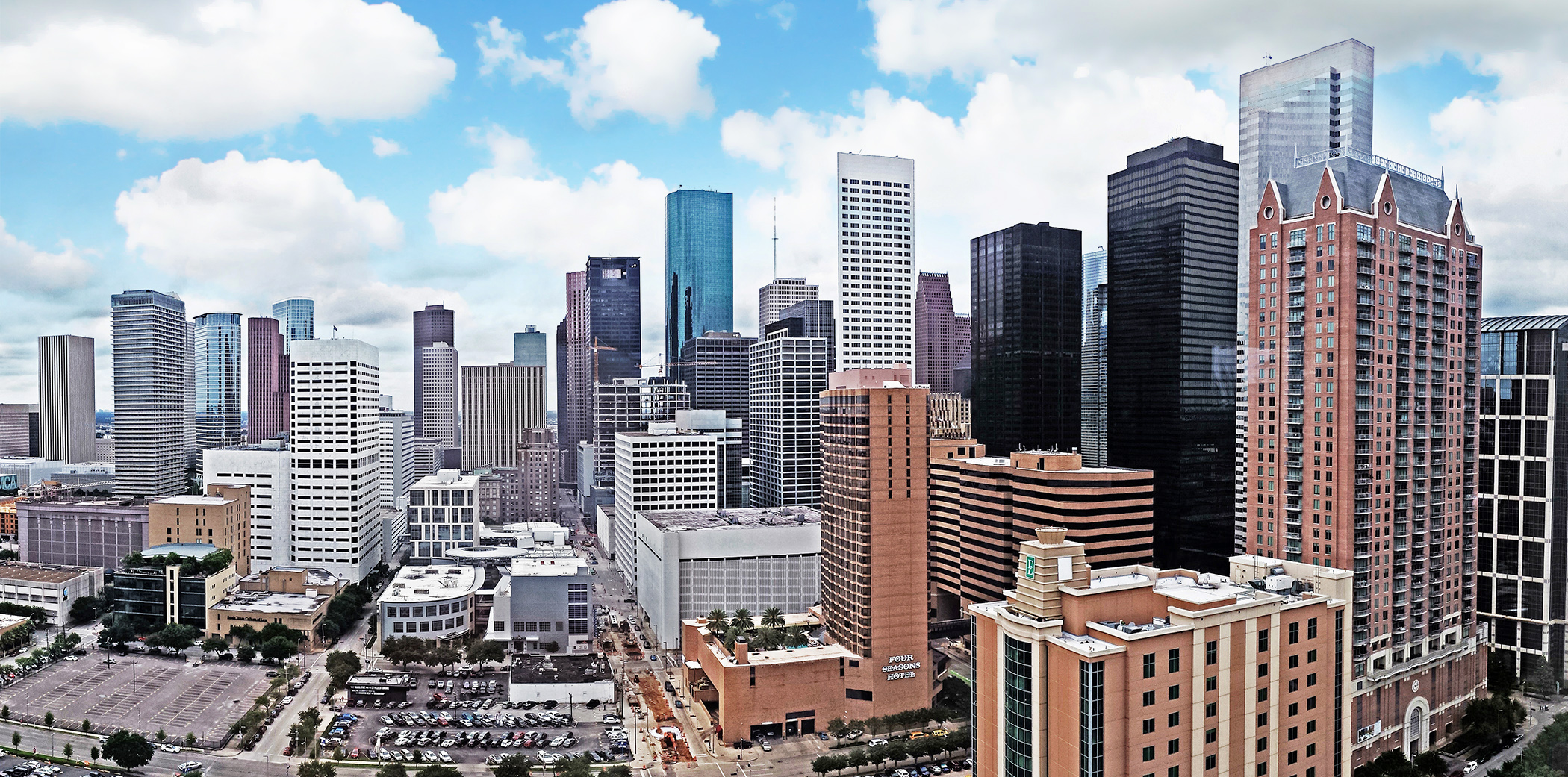
휴스턴의 스카이라인

2000년, 미국 인구 조사국은 텍사스주의 인구가 20,851,820명이라고 보고하였다. 인구는 1990년의 16,986,510명에서 23 퍼센트나 증가하였다.
텍사스 주민의 대략 85 퍼센트는 메트로폴리탄 지역들에 살고 있다. 60 퍼센트 이상은 오스틴-라운드록, 댈러스-포트워스-알링턴, 휴스턴-베이타운-슈거랜드와 샌안토니오의 메트로폴리탄 지역들에 산다. 텍사스주는 전부 25개의 메트로폴리탄 지역들을 가지고 있다. 텍사스주는 100,000명 이상의 주민들과 함께 한 24개의 도시들이 있다. 휴스턴은 주에서 가장 큰 도시이며, 댈러스, 샌안토니오, 오스틴, 엘파소와 포트워스의 순서로 이어진다.
텍사스 주민의 대략 32 퍼센트는 히스패닉이며, 뉴멕시코주와 캘리포니아주를 제외한 다른 주보다 더 높은 비율이다. 멕시코계 미국인은 주의 히스패닉 주민들의 다수를 차지한다. 다른 큰 인구 집단은 독일, 아일랜드, 영국 계통의 주민들이다. 주의 대략 12 퍼센트는 아프리카계 미국인이다.

## 관련 사건 및 사고
- 1927년 미시시피 대홍수
- 롭 초등학교 총기 난사 사건
- 텍사스주 댈러스 학교 총격사건
- 2025년 7월 텍사스 중부 홍수

## 같이 보기
- USS 텍사스